# Phreatia carolinensis
Phreatia carolinensis är en orkidéart som beskrevs av Rudolf Schlechter. Phreatia carolinensis ingår i släktet Phreatia och familjen orkidéer. Inga underarter finns listade i Catalogue of Life.